# 諾亞行動
诺亚行动（英語：Operation Noa）是一項在1969年12月24日進行的軍事行動。以色列在法國瑟堡-奥克特维尔竊取了五艘由法國建造、屬於以色列，被法國禁止出海的薩爾3型飛彈快艇，並駛回以色列。

## 背景
1960年代初，以色列海軍仍使用第二次世界大戰時期的過時軍艦，需要訂購一批新式軍艦以強化海軍實力。1964年12月，以色列與德國簽定合約，德國會為以色列建造12艘獵豹級快艇，但消息洩露給《紐約時報》，引起阿拉伯國家嘩然，計劃被迫終止。雖然如此，德國仍同意在任何地方生產該款快艇，於是以色列選擇在法國瑟堡-奥克特维尔生產，使該快艇為德國設計、法國生產、以色列使用。
1965年初，以色列陸續派人員前往法國，開始製造該型快艇。1967年4月，第一艘快艇下水並駛回以色列，第二艘亦在5月下水。然而六日戰爭後，法國與以色列之間關係惡化。1968年，以色列突擊隊炸毀了十三架停放在贝鲁特-拉菲克·哈里里国际机场的飛機後，戴高樂下令對以色列全面武器禁運，包括在瑟堡的以色列快艇。該命令下達後一星期，在瑟堡的工程人員仍然不知道此事，第三艘快艇下水並駛回以色列。由於法國郵政效率太差，在第三艘快艇下水三天後，當地的人才收到戴高樂命令的公文。
1967年10月，以色列驅逐艦艾拉特號被埃及海軍的飛彈快艇擊沉，是史上首艘被飛彈快艇擊沉的船艦，加上1968年損失了達卡號潛艇，迫使以色列需要取回他們的餘下的五艘快艇以彌補損失的船艦。

## 行動過程
以色列決定以偷的方式取回快艇。首先，以色列向法國表示放棄那五艘快艇，並要求轉售給合適的買主，法國亦同意了這要求。不久後，一家來自挪威的星船公司表示對這些快艇有興趣。星船公司是以色列情報特務局（俗稱摩薩德）在巴拿馬註冊成立僅幾天的掩护机构。由於快艇並沒有武裝，只是售給一家挪威船公司，此方案很快被核准了。之後船公司的水手便來到瑟堡做準備工作，縱使他們在當地說希伯來語，仍沒有引起當地人的懷疑。最後一份文件亦在12月18日簽署，意味著這五艘快艇已售給該船公司，於是水手們便啟動引擎進行測試工作。12月24日晚上，正當居民忙於準備慶祝聖誕節來臨時，五艘快艇已經駛離法國，已在回以色列的航道上。12月26日，《法國西方報》（Ouest-France）獨家報導以色列人偷走快艇一事，很快成為了國際新聞，法國政府知道後震怒不已，國防部長甚至下令擊沉那五艘快艇，但被拒絕。
五艘快艇在直布羅陀補充燃料後繼續航程，12月31日回到以色列，行駛約5,150公里。接近以色列領海時，以軍派出飛機和船艦護航那五艘沒有武裝的快艇。快艇到岸時受到人們熱烈的歡呼歡迎。